# José María Fraile
José María Fraile Campos (Parla, 30 de octubre de 1967) es un político e ingeniero técnico aeronáutico español del PSOE, alcalde de Parla entre 2008 y 2014.

## Biografía
Primeros años
Nacido en 1967, estudió en el desaparecido Colegio San Miguel, en el que compartió pupitre con su amigo Tomás Gómez, y en el Instituto Enrique Tierno Galván. Continuó su formación en la Universidad Politécnica de Madrid, donde obtuvo el título de Ingeniero Técnico Aeronáutico.
Posteriormente, desarrolló su actividad profesional en la empresa EADS-CASA, trabajando en la creación de varios aviones (Eurofighter y C295, entre otros) y diversos prototipos del cohete Ariane.
Ayuntamiento de Parla
Fue elegido concejal del Ayuntamiento de Parla en las elecciones municipales de junio de 1999. En la corporación 1999-2003, ocupó el cargo de segundo teniente de alcalde y estuvo al frente de Presidencia, Hacienda y Patrimonio.
Fue miembro de la Comisión Ejecutiva Regional del Partido Socialista de Madrid entre 2004 y 2007.
En la siguiente, entre 2003 y 2007, fue responsable de Presidencia, Hacienda, Patrimonio y Seguridad Ciudadana, además de primer teniente de alcalde y portavoz del grupo municipal socialista. Durante la primera parte de la siguiente legislatura, entre junio de 2007 y su nombramiento como regidor, fue primer teniente de alcalde y portavoz del grupo municipal socialista, además de concejal de Presidencia, Hacienda, Patrimonio, Urbanismo y Actividades.
Tras la dimisión en 2008 del alcalde Tomás Gómez con motivo de su acceso a la secretaría general del PSM-PSOE, Fraile fue investido nuevo alcalde del municipio.
Militante del PSOE desde hace más de dos décadas.[cita requerida] es secretario general de la Agrupación Socialista de Parla desde 2008.[cita requerida]
En las siguientes elecciones (2011), lograría mantener su cargo como alcalde, tras ganar estas, siendo la primera vez que se presentaba como candidato a alcalde. 
Fue uno de los detenidos por la Guardia Civil el 27 de octubre de 2014 en el marco de la Operación Púnica. Tras salir de prisión pagando una fianza de 60 000 euros, el día 31 renunció a la alcaldía y a su acta de concejal en Parla.